# 赖因哈德·克鲁尔
赖因哈德·克鲁尔（德語：Reinhard Krull，1954年10月2日—），德国男子曲棍球运动员。他曾代表西德国家队参加1984年夏季奥林匹克运动会曲棍球比赛，获得一枚银牌。